# 约翰·杨·布朗
约翰·扬·布朗（英語：John Young Brown，1835年6月28日—1904年1月11日）是美国肯塔基州政治家，该州联邦众议员和第31任州长。布朗先后五次当选联邦众议员，其中1859年首度当选时还因未满25岁，低于宪法规定的众议员年龄下限表示抗议，但选民仍然坚持把票投给他。当选后布朗并未上任，而是在之后的一年国会会期才开始就职，这时他已经达到了法定年龄。之后布朗搬到了肯塔基州的亨德森，并于1866年在选区胜出，但这次他的职位却因在美国内战期间没有对联邦尽忠而遭到剥夺。他所在选区的选民拒绝再选出另一位代表，结果这个议席就在布朗当选的整个任期里一直保持着空缺状态。1871年，布朗参选州长但没有成功，然后又于1872年再度当选联邦众议员并连续获得两度连任。布朗在最后一次国会任期期间曾发表演说谴责马萨诸塞州联邦众议员本杰明·巴特勒，他因此受到了国会的官方谴责。不过，这次谴责之后从国会的记录中被消除掉了。
离开众议院后，布朗暂时离开了政治，但又于1891年作为肯塔基州州长候选人身份再入政坛。他首先是在民主党初选中战胜其他三位候选人赢得提名，然后在普选中以较大幅度优势打败共和党候选人安德鲁··伍德（Andrew T. Wood）。布朗领导的行政部门和肯塔基州的民主党人因货币问题出现分裂，包括布朗在内的一派支持金本位，另一派则提倡自由铸造银币运动。布朗的任期也是1891年肯塔基州宪法生效后的第一个州长任期，大部分州议员都忙于将原有的州法律加以更改以适应新宪法，这也导致布朗在任期间作为相当有限。
布朗曾希望州议会在州长任期结束后选派自己担任联邦参议员。对于即将举行的新任州长选举，已经与党派内支持自由铸造银币一派疏远的布朗选择支持来自戈尔德巴格的候选人小卡修斯·M·克莱，然而这时两个孩子的死让布朗对州长选举和担任参议员都失去了兴趣。在1899年的民主党提名大会上，候选人威廉·格贝尔虽然获得了州长候选人提名，但其采取的策略受到了质疑，同时党内不满的派别另外举行了提名大会，选择布朗作为候选人在普选中对抗格贝尔。格贝尔最终赢得了选举，但马上就遭到刺杀。有指控称肯塔基州州务卿凯莱布·鲍尔斯是这场暗杀的幕后主使，他聘请了布朗担任自己的法律顾问。1904年1月11日，约翰·杨·布朗在亨德森逝世，享壽68岁。

## 早年生活
约翰·杨·布朗于1835年6月28日在肯塔基州哈丁县的克莱斯维尔（接近伊丽莎白）出生。他的父亲叫托马斯·达德利·布朗（Thomas Dudley Brown），母亲是伊丽莎白·布朗（Elizabeth Brown），而杨（Young）则是母亲的娘家姓。托马斯曾担任州议员，并且是1849年州制宪会议的代表:123。约翰的两个舅舅，布莱恩·鲁斯特·杨和威廉·辛格尔顿·杨都曾担任联邦众议员。约翰经常与父亲待在州议会大厦，这激发了他对政治的兴趣。
布朗在伊丽莎白的学校接受早期教育，1851年获位于肯塔基州丹维尔的美国中央学院录取时还只有16岁:463。1855年，他从中央学院毕业并返回哈丁县攻读法律。1857年他通过考试获得从业资料，在伊丽莎白开设了事务所。他在演说上的声誉让自己的事业蒸蒸日上，但他对一无所知党的批评也召来了死亡威胁。
1857年，布朗与露西·巴比成婚，但她次年就去世了。1860年布朗再婚，夫人是前联邦参议员阿奇博尔德·狄克逊（Archibald Dixon）的女儿丽贝卡·哈特·狄克逊:123，两人一共生了八个孩子。

## 联邦众议员
1859年，肯塔基州巴兹敦的地方民主党会议推举布朗作为代表该选区的联邦众议员候选人，争夺约书亚·朱厄特的席位。对此布朗表示抗议，因为美利坚合众国宪法第一条中规定众议员的年龄下限为25岁，而他这时还没满24岁。结果，肯塔基州第五国会选区的选民还是选择了布朗作为他们在联邦众议院的新代表，他比朱厄特多了约2000票。不过由于年龄上的问题，他并未马上就职，而是在达到法定年龄的第二年国会期间才开始上任。1860年，布朗成为道格拉斯全国委员会成员，并且和支持约翰·C·布雷肯里奇竞选总统的人士进行了一系列辩论，其中还包括布雷肯里奇的表弟威廉·坎贝尔·普雷斯顿·布雷肯里奇（William Campbell Preston Breckinridge）。

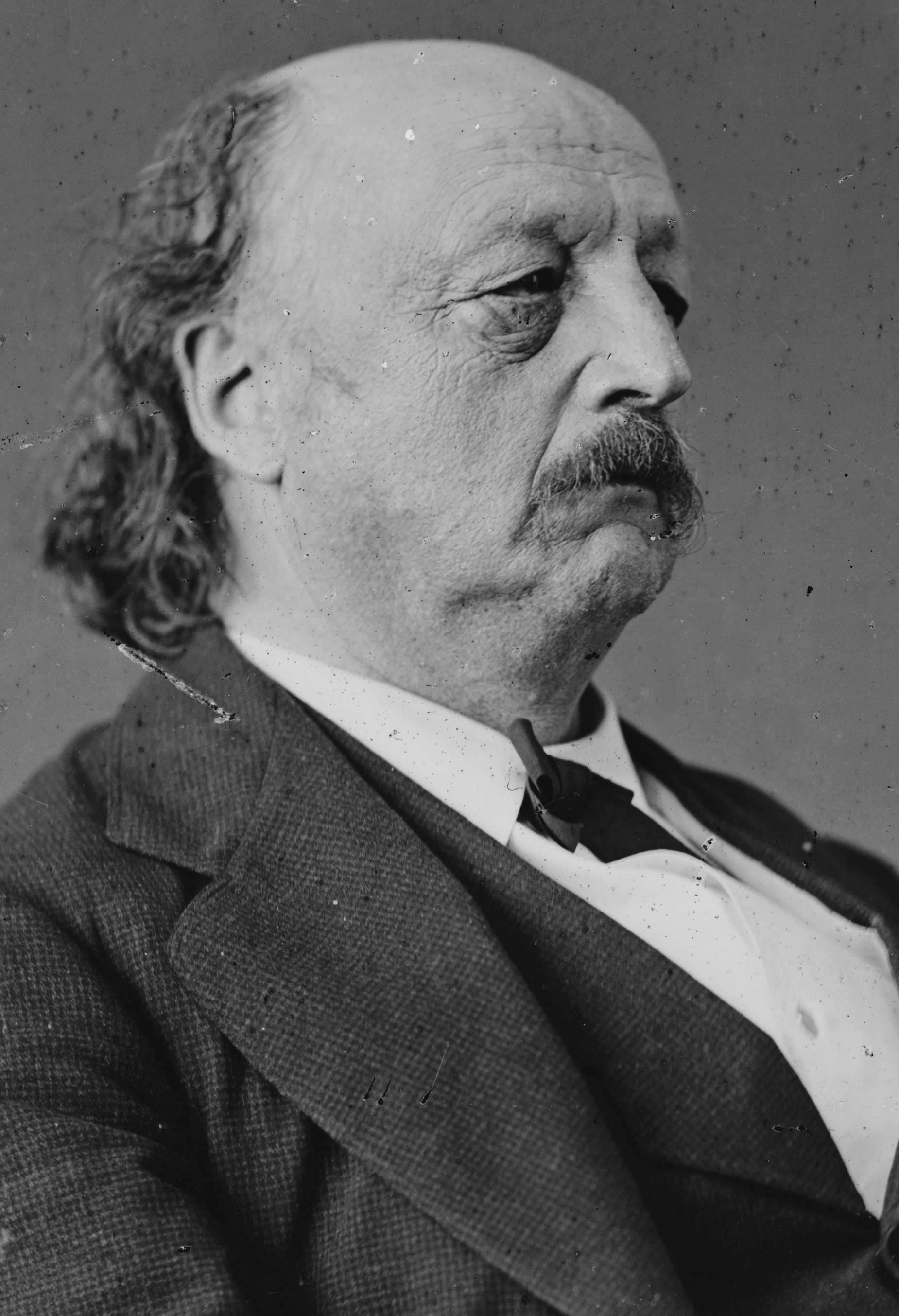
布朗对本杰明·F·巴特勒（图）的谴责导致他自己受到众议院的官方谴责。

布朗搬迁至亨德森的确切时间尚不明了。根据南方邦联军官史托夫派普·约翰逊（Stovepipe Johnson）的回忆，该市的领导官员曾在1862年初欢迎布朗的到来，但其他来源中又指出他是在南北战争结束后才定居亨德森。他在战争期间对南方邦联抱有同情:123，全美州长协会的网站上声称布朗曾在战争期间担任骑兵上校，但没有提供任何阐述，其他无论是与布朗同时代人士或之后的历史学家都没有提及他有这一经历。
1866年，布朗再度当选联邦众议员，然而国会以他在战争期间没有忠于联邦为由剥夺了他的席位，宣布处于空缺状态。他选区的选民对此拒绝选出新的代表填补空缺，州长约翰·W·史蒂文森（John W. Stevenson）对众议院的做法提交了正式抗议，结果这一议席在第40届联邦国会期间一直处于空缺状态。
史蒂文森辞去州长职务前去担任联邦参议员，他余下的任期则由肯塔基州参议院临时议长普雷斯顿·莱斯利继任。民主党对莱斯利的态度很冷淡，但他还是决定参加1871年民主党州长候选人提名的角逐，而布朗而成为他的其中一位对手。经过几轮投票后，情况表明布朗不大可能获得多数支持，于是他的支持者们开始集体转向支持其他候选人:37。1872年，布朗以10,888票对457票的压倒性优势再度当选联邦众议员，这次国会没有再从中作梗，他接下来又连任了两届，一直担任众议员到1877年。
布朗在众议院最引人注目的举动是1875年2月4日发表的一次演说，这次演说是对马萨诸塞州联邦众议员本杰明·巴特勒呼吁通过《1875年民权法》（Civil Rights Act of 1875）之举的回应。巴特勒在前一天的演说中描述了南方州对非裔美国人无法无天的所做所为，而布朗则在次日的回应中声称这是对南部人民不公正的指控，并且指责作出这一指控的人“在他的故乡（都）不容于上流社会，他的名字就是谬误的代名词，他在任何情况下都是欺诈人士中的佼佼者，他是盗贼的辩护士，他是如此邪恶和卑鄙，以至于（仅）作出描述都会让人作呕”:8。布朗还提及苏格兰杀人犯威廉·伯克（William Burke），其谋杀的手法有之称:9。这时众议院议长詹姆斯·G·布莱恩打断布朗，问他言下所指是否是众议员，布朗先是给予模棱两可的回应，然后表示：“如果我想要描述所有战争期间的懦弱，和平时代的非人道，道德上的禁忌和政治中的声名狼藉，我应该用‘’这个词。”:9众议院立即爆发出对布朗的抗议，愤怒的共和党议员要求立即将他开除:9。最终众议院虽然没有开除布朗，但对他使用议会中不容许的措辞而作出了正式的谴责。不过，之后的国会将这次谴责的纪录清除掉了。

## 1891年州长选举

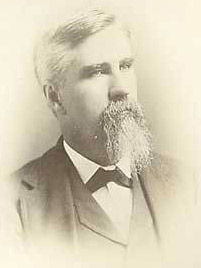
小卡修斯·M·克莱是布朗在1891年民主党州长候选人提名争夺战中差距最小的对手。

离开众议院后，布朗在路易斯维尔再度开始从事法律工作。1891年，他成为民主党州长候选人提名的其中一位争夺者:266。其他的候选人包括小卡修斯··克莱，他是前联邦众议员布鲁特斯·J·克莱（Brutus J. Clay）的儿子，也是废奴主义者卡修斯·马塞勒斯·克莱（Cassius Marcellus Clay）的侄子，另外两位分别是之后将当选联邦众议员的约翰·丹尼尔·克拉迪博士（Dr. John Daniel Clardy）和肯塔基州司法部长帕克·沃特金斯·哈丁（Parker Watkins Hardin）。党派也分裂成了支持路易斯维尔和纳什维尔铁路公司这类企业的一派和支持农业利益的一派:123。同时，民主党还分裂成了支持维持金本位的保守派波旁民主党人和支持自由铸造银币的进步派民主党人:317。支持农业利益的选民大致由克莱和克拉迪各得一半，而支持自由铸造银币的民主党人中支持哈丁和克拉迪的也平分秋色:317。布朗一生中大部分时间都住在肯塔基州以农业为主的西部，他与农民联盟之间的关系从未疏远过，路易斯维尔和纳什维尔铁路公司觉得他在企业调控的问题上应该属于温和派:124，波旁民主党人也对他在货币问题上的稳健立场感到满意:317。
布朗进入民主党提名大会后表现不俗，第一轮投票时他获得了275票，克莱获得了264票，克拉迪190票，哈丁186票，之后的九轮投票结果也大同小异。于是大会主席宣布，从下一轮投票开始，得票最少的候选人出局，结果克拉迪第一个遭淘汰，不过他的支持者对剩下三位候选人的支持率也基本相同，结果哈丁第二个出局，最终布朗在第13轮投票中胜过克莱赢得提名。:317
共和党人提名的是安德鲁··伍德，是位来自芒特斯特灵的律师，他之前曾参选国会议员和州司法部长，但都失败了。肯塔基州的选民几乎在州长选举的同时还需要决定是否批准1891年的新州宪法，四分五裂的民主党对此没有表明过立场，于是伍德在竞选期间竭尽全力地想要让布朗表明自己到底是支持还是反对新宪法。到了选举日前约六星期时，意识到新宪法拥有强大民意后盾的布朗终于公开宣布了自己的支持。剩下了时间里，伍德只能鼓吹布朗与路易斯维尔和纳什维尔铁路公司之间存在合谋的谣传，称双方企图合作阻挠一些有意义的企业法规通过，但这样的谣传没有激起足够的波澜。:124
新成立的美国人民党也针对这次选举派出了候选人·布鲁尔·埃尔温（S. Brewer Erwin），这引起了民主共和两党的关注，埃尔温在竞选期间获得的支持对于一位第三党派候选人来说很不寻常，特别是考虑到许多人都认为他所在政党的纲领过于激进:266。民主党人在过去的选举中通常可以赢得绝大部分的农民选票，但这次他们特别担心在肯塔基州拥有超过12.5万成员的农民联盟会转向支持埃尔温:266。不过最终的事实表明这样的担心是多余的，布朗在普选中以14万4168票战胜得票11万6087票的伍德:266，但因埃尔温也获得了25631票（占总票数的9%），还有一位禁酒党候选人拿到3292票，所以布朗得到的票数没有超过总票数的一半:266。

## 肯塔基州州长
布朗担任州长期间，肯塔基州政坛一直动荡不休。他的支持者一方面不愿，另一方面也无法对其他的民主党人产生影响，货币问题导致的紧张局面很快就令行政部门分裂。司法部长威廉·杰克逊·亨德里克斯（William Jackson Hendricks）、财政部长亨利··黑尔（Henry S. Hale）以及州审计员卢克··诺曼（Luke C. Norman）都支持自由铸造银币，并且在布朗整个任期里都与他和他指派的州务卿约翰··黑德利（John W. Headley）争斗不休。随着时间的推移，裂痕加深并蔓延到了整个民主党:325，布朗还经常与立法部门发生冲突，先后否决了多个州议会通过的法案，这些否决始终都没有遭到推翻。
1891年末州议会召开会议时，布朗报告称自己委任了一个委员会，研究新宪法会对州内已有法律产生何等影响:326。他还宣布州内当时的预算赤字为22.9万美元，估计到1893年末会达到近50万美元:326。面对这两个大问题，州议会从1891年12月到1893年7月几乎一直都在开会:267。这一议程持续时间之长也招来了嘲笑式的绰号：“长期议会”（Long Parliament）:267。会期如此之长还部分是因为州众议院和州参议院都难以凑齐法定人数，根据路易斯维尔的一家报纸报道，州众议院在其中整整一个月的时间里出席的议员人数最多也只有61人（共100人）:327。这也导致部分法案只能由法定人数的多数通过，但这个多数还没有超过议员总数的半数:328，结果布朗因担心这些法案会在法院受到质疑而选择了将其否决:328。
议会期间，布朗中止了对全州进行的地质调查，理由是耗资太大:267。根据宪法中的规定，议会的常规会议应在8月16日结束，但布朗于8月25日召集了特别立法会议，因为有一些他否决了的重要法案必须加以修订后重新通过，还有一些他已经签置的法案也需要修正来适应新的宪法:327。布朗倡导并经州议会通过的重要法案包括改善税收征管流程和对企业实习更严格的监管。而未由布朗特别提倡但同样得到州议会通过的重要法案中有一项是有关该州火车车厢内种族隔离的法案，被称为“分离客车法”:267，这次特别会议一直持续到了11月1日:327。
布朗否决一项拟议的铁路增税提案之举获得了铁路公司的赞誉，但很快又因阻止州内两大铁路公司合并而召来了他们的愤怒，这两家公司分别是路易斯维尔和纳什维尔铁路公司与切萨皮克和俄亥俄铁路公司:267。还有专门提供囚犯劳工修筑铁路的梅森和福尔德公司（The Mason and Foard Company）也对布朗的监狱改革非常不满:125。布朗一度指控前任州长西蒙·玻利瓦尔·巴克纳非法地允许梅森和福尔德公司使用囚犯作为劳动力，对此巴克纳坚决否认:125。
1894年立法会议期间有多项布朗倡导，旨在提高政府工作效率的措施得到通过，其中包括将某些州政府开销转移到县，改革州政府的印刷合同，明确管理收容院和慈善机构的法律:124。这其中影响最大，也是反复辩论次数最多的一项就是赋予已婚妇女个人财产权，这在肯塔基州历史上还是第一次:334。这届议会期间通过的其他措施还包括：基本的煤矿安全措施，通用学校章程，禁止在烟草投标中串通，粮食仓库新规，以及为收费公路提供免费路段等:125。还有一些布朗提倡的措施没有获得议会通过，如扩大州铁路委员会的权力，设立州银行检查员一职和公共印刷管理职位，改革监狱管理，例如将青少年罪犯与成年罪犯分开进行关押等:124。布朗还建议取消州假释委员会，遭议会拒绝后，他发誓会直接无视该委员会的建议:124。
布朗担任州长期间，肯塔基州的帮派暴力活动非常普遍，从1892到1895年就有56起私刑事件。例如在其中一个有名的案例里，俄亥俄州辛辛那提的一位法官拒绝将一个涉嫌在肯塔基州枪杀一名白人的黑人引渡，这位法官认为，被告如果返回肯塔基州，那么十有八九会被私刑处死。这一决定引发了争议，身为州长的布朗试图对肯塔基州过去发生的一些暴力行径作出辩解，他表示：“这个联邦中偶尔会发生群体暴力事件固然是很大的遗憾，但这一直以来都是人们心中的激情被那些最残暴罪行所激起而产生的结果。”

## 晚年及逝世
1896年州长任期结束后，布朗对当选联邦参议员的渴望一度众所周知。最有望继任州长职位的民主党候选人是他昔日的对手小卡修斯··克莱和帕克·沃特金斯·哈丁，布朗觉得自己要想当选参议员，很可能会需要新州长的支持。然而，自己家中的不幸很快让他对政治失去了兴趣。1894年10月30日，布朗还只有十几岁的女儿因肺结核去世。几个月后，他的儿子阿奇博尔德·狄克逊·布朗（Archibald Dixon Brown）与夫人离婚，之后发现他原来一直都有外遇。阿奇博尔德情人的丈夫根据匿名举报在路易斯维尔的一所妓院里找到两人，然后掏出手枪枪杀了自己的妻子和阿奇博尔德·布朗。面对这一系列的家庭不幸，还在州长位置上的布朗写信给克莱：“我不想竞选参议员了。我的孩子们最近遭遇的灾难已经让我完全不适合再来参加这场竞选。我是如此地悲伤，这悲伤就像夜晚的吸血鬼一样吸干了我雄心中所有的动脉和静脉。”克莱最终在提名的争夺中不敌哈丁，而布朗又拒绝对哈丁表示支持，于是四分五裂的民主党只能看着共和党人威廉·O·布拉德利当选，后者也成为肯塔基州历史上首位共和党州长:126。尽管布朗已经宣布无意竞选，但他在动荡的1896年联邦参议员选举中还是得到了一票由他取代在任参议员·布莱克本（J. C. S. Blackburn）的支持:357。

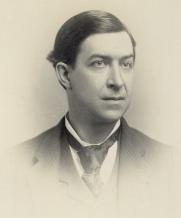
威廉·格贝尔获州长候选人提名，布朗也随之进入了1899年州长选举。

州长任期结束后，布朗再度返回路易斯维尔从事法律工作。他曾于1896年再度竞选联邦众议员，但不敌共和党人沃尔特·埃文斯（Walter Evans）。之后他声称自己参选只是为了提高民主党人的投票率，为威廉·詹宁斯·布莱恩的1896年总统大选打下基础:67。1899年民主党提名大会前，布朗曾有望得到州长候选人提名，但他谢绝了这次机会:13。大会召开时他还有望成为会议主席，但他也拒绝了这一职务:418。
虽然无意竞选州长，但布朗还是与帕克·沃特金斯·哈丁、前联邦众议员威廉··斯通（William J. Stone）以及州参议院临时议长威廉·格贝尔一起成为首轮投票的候选人。斯通和格贝尔之间达成了一个众所周知的协定，旨在令哈丁出局，但这个计划没有成功，大会也随之陷入混乱。之后的四天时间（星期日除外）里，大会举行了数轮投票，但没有任何一位候选人赢得超半数选票，而布朗则在每一轮投票中都获得了少数支持。最终大会代表决定在之后的每轮投票淘汰得票最少的候选人，直到有候选人得到超半数支持为止，经过几轮投票，格贝尔最终获得了提名。:30, 36, 38–39
大会结束后，心怀不满的一派民主党人开始计划拒绝党派选出的候选人，召开另一场提名大会:46。这一派自称“诚信选举联盟”，布朗成为其中的头领:428。1899年8月2日，诚信选举联盟在肯塔基州的列克星敦举行会议，制订了召开新大会的计划:59，到了8月16日再在该市举行的大会上正式宣布提名人选:60。除了布朗外，诚信选举联盟还针对其他州级公职提名了足够的候选人:69。
1899年8月26日，布朗在鲍灵格林发表演说，拉开了自己竞选的帷幕。他对许多有关自己的传言作出回应，如声称他一直在谋求民主党州长候选人提名，还有野心争夺威廉·约瑟夫·德博伊（William Joseph Deboe）的联邦参议员职位，并且在提名大会后还曾同意代表格贝尔发表演说表示支持。布朗承认自己曾有意竞选参议员，如果能够得到州长候选人提名，他也会接受，但否认曾答应代表格贝尔发表演说。即将离任的联邦参议员布莱克本也指控布朗的作为对党派不利，就像他曾在1860年总统大选中选择支持史蒂芬·道格拉斯而不是约翰··布雷肯里奇一样。对此布朗引述威廉·詹宁斯·布莱恩发表在《奥马哈世界先驱报》上的一篇文章，称个人在认为党派候选人不合适时有权投票反对。:70–71
由于年事已高且身体状况欠佳，布朗每星期只能发表一次演讲。他曾在麦迪逊维尔向格贝尔发起辩论的挑战，但对方没有作出回应。布朗及自己竞选团队中的其他发言人经常提及格贝尔既不对挑战作出回应，也不同意接受辩论的事实。之后威廉·詹宁斯·布莱恩来到肯塔基州为格贝尔争取支持，布朗给布莱恩写了封信，以格贝尔和斯通之间败露的协议为由要求他推翻自己的支持。布莱恩拒绝对大会上的事件发表评价，还强调了对党派忠诚的重要性。他还谴责诚信选举联盟召开的大会不符规则，因此是无效的。:71, 77 94–96
布朗的竞选随着竞争接近尾声而变得难以继续支撑。选举日两星期前，他在利奇菲尔德因摔倒而受伤，并因此只能待在自己家里，无法再发表竞选演说，这期间他还试图从椅子上或轮椅上进行演讲，但也无济于事。最终共和党人威廉·S·泰勒（William S. Taylor）以19万3714票胜出，格贝尔得到了19万1331票，而布朗只得到了1万2140票。:111, 146
格贝尔要求多个县重新计票并回报结果，但就在这一要求还在审核过程中时他遭到不明刺客的枪击。最终格贝尔虽然赢得了选举，但却上宣誓就职仅两天后就去世了。有指控称州长泰勒任命的州务卿凯莱布·鲍尔斯是这场谋杀的幕后主使，他在第一次受审期间聘请布朗担任自己的法律顾问，但仍于1900年7月被定罪。
1904年1月11日，约翰·杨·布朗在亨德森逝世，并下葬在该市的费恩伍德公墓（Fernwood Cemetery），享壽68岁。20世纪的肯塔基州联邦众议员老约翰·杨·布朗（John Young Brown, Sr.）与他同名，但两人间没有血缘关系:373。

## 扩展阅读
- Powers, Caleb. . The Bobbs-Merrill Company. 1905  [2014-03-23]. （原始内容存档于2016-04-25）.